# Milenko Vesnić
Milenko Vesnić, cyr. Миленко Веснић (ur. 13 lutego 1863 w Dunišićach, zm. 15 maja 1921 w Paryżu) – serbski i jugosłowiański polityk, prawnik i dyplomata, premier Królestwa Serbów, Chorwatów i Słoweńców.

## Życiorys
Studiował prawo na uniwersytetach w Berlinie, Lipsku i Monachium. W 1888 roku uzyskał stopień naukowy doktora.
Od 1891 roku pełnił służbę dyplomatyczną. Od 1893 roku zasiadał w parlamencie z ramienia partii Narodna radikalna stranka. W latach 1893–1894 był ministrem edukacji Królestwa Serbii. W 1899 roku został skazany na dwa lata pozbawienia wolności za znieważenie króla Milana I Obrenowicia. W latach 1901–1902 był ambasadorem Serbii w Rzymie, następnie od 1904 roku w Paryżu. W 1906 roku był ministrem sprawiedliwości.
W 1919 roku był delegatem na konferencję pokojową w Paryżu i jednym z sygnatariuszy traktatu wersalskiego. W latach 1920–1921 był premierem i ministrem spraw zagranicznych Królestwa Serbów, Chorwatów i Słoweńców. Jego rząd w 1920 roku uchwalił antykomunistyczną proklamację.